# Interdito proibitório
Interdito proibitório, no direito processual civil é um tipo de ação que tem por objetivo evitar que o detentor da posse de um bem venha a ter esse direito ameaçado, decidindo o juiz assim de modo preventivo, evitando a ocorrência de esbulho ou turbação.
Na sistemática das ações possessórias integra a categoria das chamadas "ações interditórias", que objetivam proteger a posse de alguém, ao lado da reintegração e da manutenção (que, respectivamente, visam proteger a posse do esbulho e da turbação), cabendo ao interdito conter a ameaça ao direito: "trata-se de tutela inibitória, isto é, de demanda preventiva, quando ainda não ocorreu a moléstia à posse do demandante, existindo apenas ameaça iminente de esbulho ou turbação. Difere das outras duas ações que visam a proteger uma posse violada", e decorre de "um dos efeitos da posse (o principal) [que] é a sua defesa por meio dos interditos".
No Brasil esse tipo de ação está previsto no Código de Processo Civil, em seu artigo 567 que diz: "O possuidor direto ou indireto que tenha justo receio de ser molestado na posse poderá requerer ao juiz que o segure da turbação ou esbulho iminente, mediante mandado proibitório em que se comine ao réu determinada pena pecuniária caso transgrida o preceito".